# Chasa

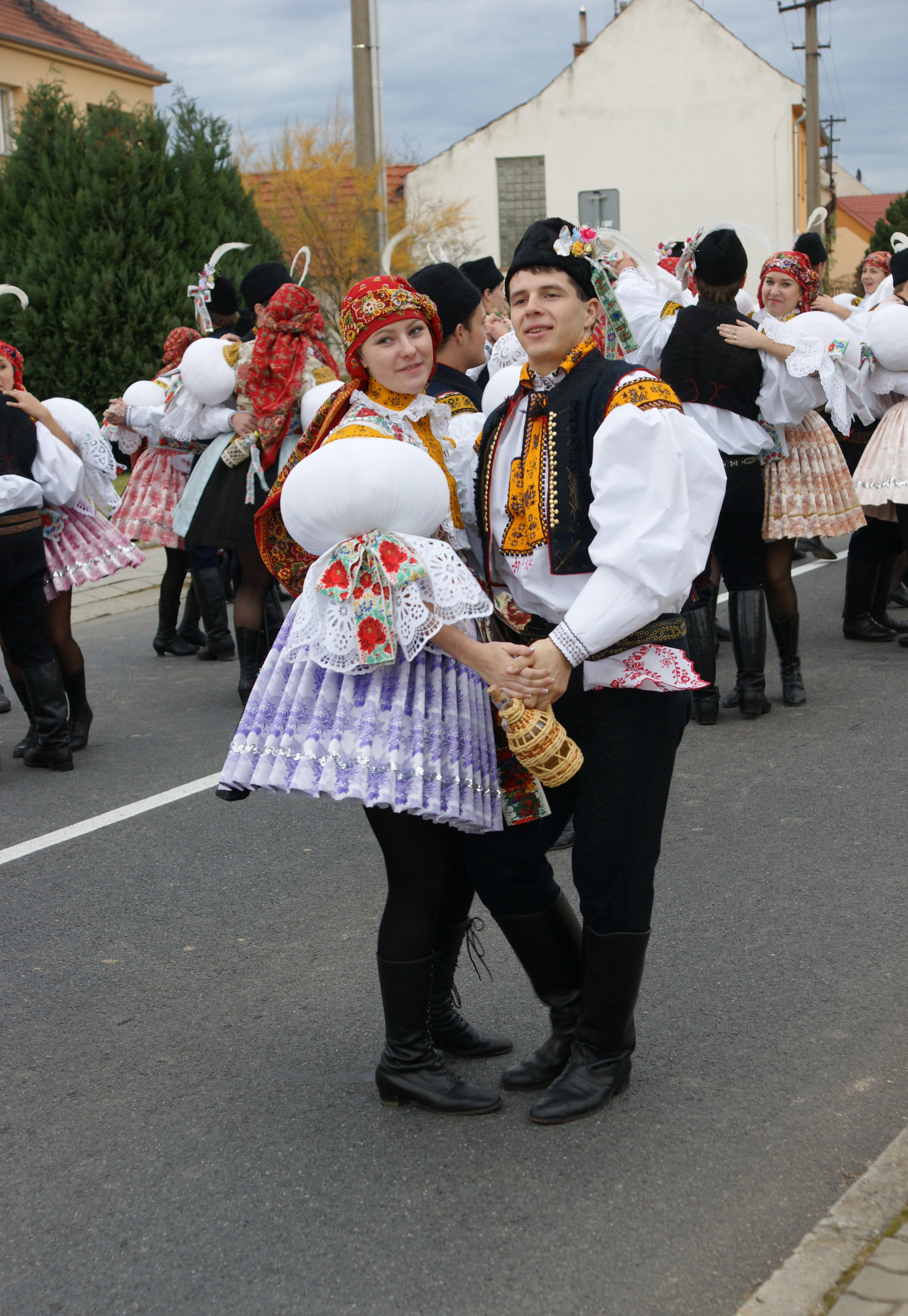
Tanec chasy v krojích

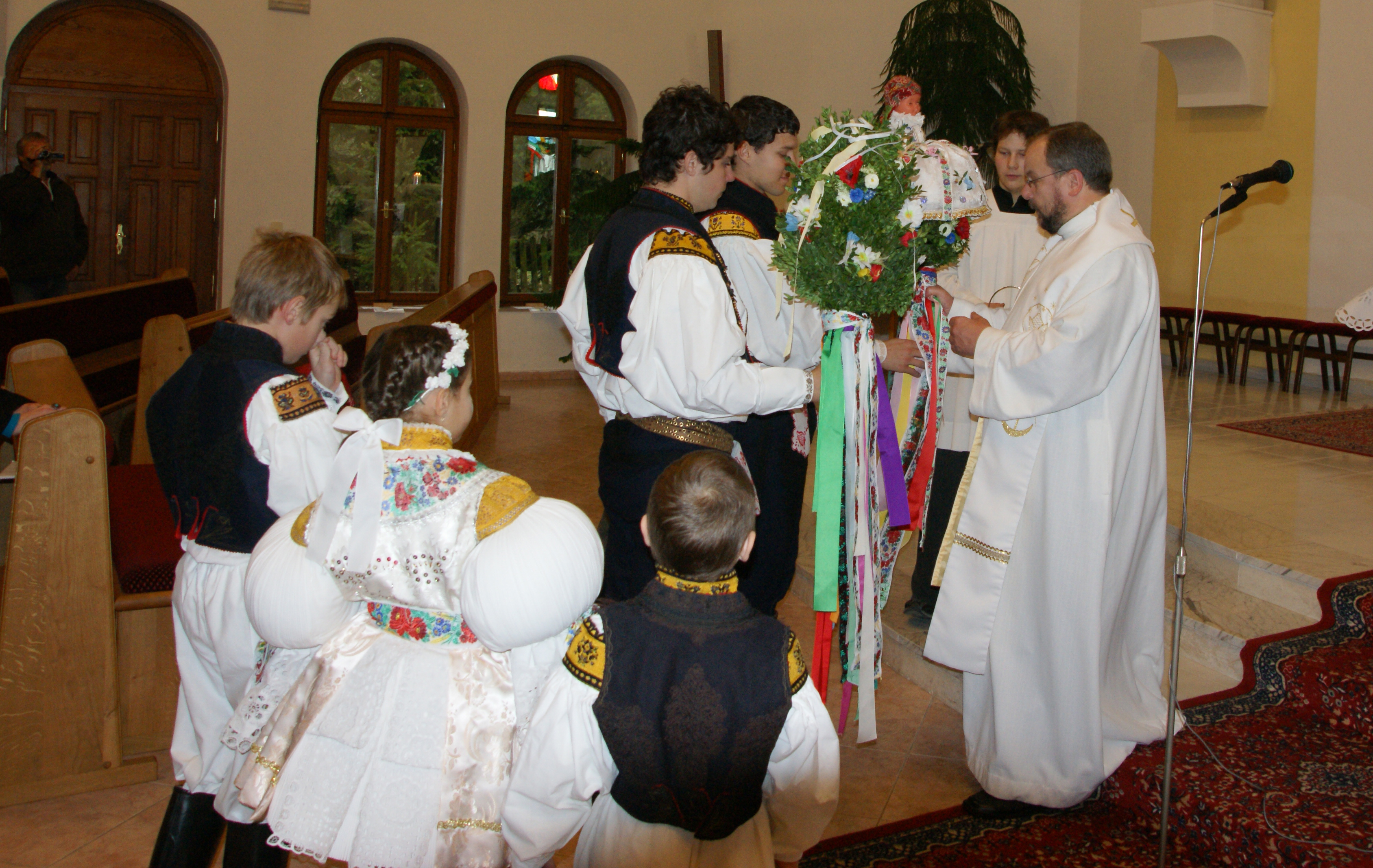
Svěcení velkého a malého hodového práva

Chasa je skupina mladistvých, která se podílí na organizaci hodů především na Moravě. V čele stojí starší stárka (též zvaná stárková, zvl. pro dívčí část) a stárek, který má na starosti hlídání práva (zvl. pro chlapce). Chasa pořádá hodovou zábavu a zajišťuje kulturní program hodů. Dále bývají občas tradičně určeni mladší stárka a stárek, kteří mají být hlavními organizátory hodů příští rok. Povinností chasy je také stavění máje nebo obrana práva a stárky.

## Hodové právo
Hodové právo je každoročně v době hodů předáváno chase, která vedená starším stárkem a stárkou přebírá zodpovědnost za průběh hodů. Hodové právo předává tradičně během předávání práva na veřejném místě starosta stárkovi v obci, kde se hody konají. Hodové právo se také někdy stává kořistí chlapcům z chasy z blízké obce, poté mluvíme o ukradnutí práva, což znamená největší potupu pro chasu v čele se stárkem, která měla právo před unesením hlídat. Před hody se nechává velká i malá verze práva tradičně světit v kostele.